# Actia longilingua
Actia longilingua là một loài ruồi trong họ Tachinidae.